# Тимару

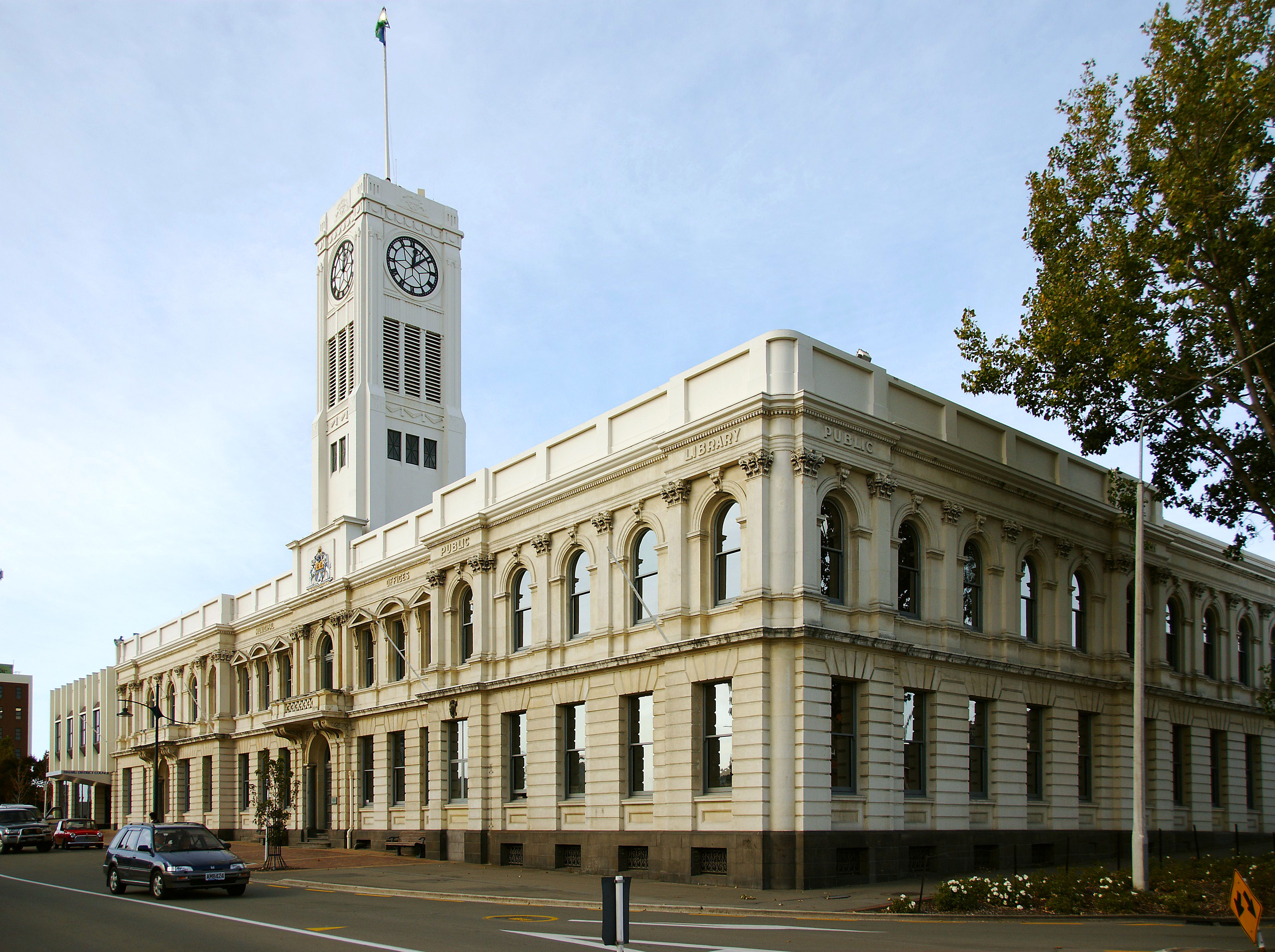
Здание городской библиотеки

Ти́мару (англ. Timaru, маори Te Tihi-o-Maru) — город и одноимённый округ в Новой Зеландии.

## География
Город Тимару находится на восточном, тихоокеанском побережье Южного острова Новой Зеландии, в 200 километрах к северу от Данидина и в 160 километрах к югу от Крайстчерча. Тимару является крупным городом в регионе Кентербери, вторым после Крайстчерча. Тимару — центр округа Тимару. Число жителей города составляло 27 200 человек (на 2001 год).

## История
До прихода сюда европейцев местность, где ныне находится Тимару, была заселена племенами маори, которые пришли сюда до 1400 года. В окрестностях города учёные обнаружили не менее 500 каменных памятников культуры, относящихся к эпохе маори — в частности, в пещерах в долинах рек Опуха и Опихи, к западу от Тимару. В XVII веке жившие здесь племена Нгати Мамое были оттеснены на юг, в район нынешнего Национального парка Фьордленд, пришедшими с севера племенами Нгаи Таху. Маори использовали удобную гавань Каролина Бей как место остановки и отдыха при их плаваниях на каноэ вдоль побережья острова.
Заселение этой местности европейцами началось в XIX столетии, после строительства здесь китобойной станции в 1838—1839 годах. Название корабля Каролина, снабжавшего китобоев всем необходимым, стало именем для местной бухты. До 1859 года, когда в Тимару прибыл корабль со 120 переселенцами из Англии, население города было весьма немногочисленно. Затем здесь образовались 2 городские общины — Говернмент Таун и Родстаун, объединившиеся в 1868 году. В 1877 была создана новая, искусственная гавань. В XX веке рост города продолжается, идёт повсеместная застройка окрестностей деревянными домами в псевдоколониальном стиле.

## Хозяйство
Тимару — второй по величине рыболовецкий порт Новой Зеландии. Служит также как крупный грузовой и пассажирский порт. В городе также находятся предприятия пищевой промышленности, зачастую ориентированные на экспорт (мясо, молоко и проч.).

## Достопримечательности
В Тимару имеется несколько музеев, в том числе музей Южного Кентербери и художественная галерея Эйгантиге — третья по величине на острове, один из лучших в Новой Зеландии художественных музеев.
В честь города Тимару назван кратер Тимару на Марсе.

## Города-партнёры
- Энива
- Ориндж
- Вэйхай
- Ориндж